# ヨハン・バプティスト・シュトライヒャー
ヨハン・バプティスト・シュトライヒャー（Johann Baptist Streicher, 1796年1月3日 ウィーン – 1871年3月28日 ウィーン）は、オーストリアのピアノ製作者。
両親（父ヨハン・アンドレアス、母ナネッテ）からピアノ製作の技術を学び、1823年に家業のパートナーとなった。シュトライヒャーピアノを愛好する所有者で、有名な作曲家のヨハネス・ブラームスは、ドイツのピアニスト、クララ・シューマンへの手紙に、「私はそこで［私のシュトライヒャーで］何を書き、なぜあれこれ書くのかを、常に確実に知っている。」と述べている。シュトライヒャーの息子エミールは、1896年にシュティングル兄弟へ事業を売却した。
ヨハネス・ブラームスが1870年にシュトライヒャーから受け取り、最期まで家に保管した1868年製のシュトライヒャーピアノは、現代のピアノ製作者ポール・マクナルティにより2014年に世界で初めて復元された。

## 録音
1. Boyd McDonald. Johannes Brahms. The piano Miniatures. Played on the 1851 Streicher piano. Label: Doremi
2. Hardy Rittner. Johannes Brahms. Complete Piano Music. Played on the 1846 Bosendorfer, 1856 and the 1868 Streicher pianos. Label: MDG
3. Alexandre Oguey, Neal Peres De Costa. Pastoral Fables. Works for cor anglais and pianos. Played on a copy of a Streicher instrument made by Paul McNulty. Label: ABC Classics
4. Ira Braus. Johannes Brahms. The late piano music. Played on a fortepiano from Streicher 1871. Label: Centaur
5. Byron Schenkman (piano), Jesse Irons (violin), Kate Bennet Wadsworth (cello). Chamber music of Clara Schumann 1819-1896. Played on a fortepiano from Streicher 1875.